# Oh what a day
Oh what a day is een single van Clover Leaf uit 1971. Het werd geschreven door de bassist Jacques Verburgt en de leadzanger Ahmad Albar. Het werd geproduceerd door Jack de Nijs. Op de B-kant staat het nummer Such a good place.
Het nummer kwam in die jaren niet uit op een regulier album uit, omdat die er niet is geweest van de band. Wel stond het dat jaar op het compilatiealbum Top of the pops vol. 3 dat door hun label Polydor werd uitgebracht.

## Hitnoteringen
Nederlandse Top 40
| Hitnotering: 27-3-1971 t/m 17-4-1971 | Hitnotering: 27-3-1971 t/m 17-4-1971 | Hitnotering: 27-3-1971 t/m 17-4-1971 | Hitnotering: 27-3-1971 t/m 17-4-1971 | Hitnotering: 27-3-1971 t/m 17-4-1971 | Hitnotering: 27-3-1971 t/m 17-4-1971 |
| Week:                                | 1                                    | 2                                    | 3                                    | 4                                    |                                      |
| ------------------------------------ | ------------------------------------ | ------------------------------------ | ------------------------------------ | ------------------------------------ | ------------------------------------ |
| Positie:                             | 29                                   | 19                                   | 19                                   | 27                                   | uit                                  |

Hilversum 3 Top 30
| Hitnotering: 3-4-1971 t/m 17-4-1971 | Hitnotering: 3-4-1971 t/m 17-4-1971 | Hitnotering: 3-4-1971 t/m 17-4-1971 | Hitnotering: 3-4-1971 t/m 17-4-1971 | Hitnotering: 3-4-1971 t/m 17-4-1971 |
| Week:                               | 1                                   | 2                                   | 3                                   |                                     |
| ----------------------------------- | ----------------------------------- | ----------------------------------- | ----------------------------------- | ----------------------------------- |
| Positie:                            | 26                                  | 16                                  | 26                                  | uit                                 |